# Papaipema rigida
Papaipema rigida là một loài bướm đêm trong họ Noctuidae.